# Route nationale 2 (Maroc)
Pour les articles homonymes, voir Route nationale 2.
La route nationale 2, ou N2, est une route nationale marocaine traversant le Rif d'ouest en est, reliant Tanger, principale ville du nord-ouest du Maroc, à Nador (au niveau de Selouane) et Oujda, les deux principales villes dans la région de l'Oriental passant par Tetouan, Chefchaouen, Bab Taza, Bab Berred, Issaguen, Targuist, Bni Hadifa, Beni Abdellah, Ajdir, Imzouren, Beni Bouayach, Kassita, Midar, Driouch, Tiztoutine, Al Aroui, Selouane, Zaio et Berkane.
Cette route a connu d'importantes rénovations par sa transformation en voie express (2x2) sur les liaisons entre Tanger et Tétouan (47 km), Selouane et Oujda (124 km) et Ajdir et Kassita (50 km)(Voie express Taza-Al Hoceïma).

## Tronçon Tanger-Tétouan

### Sorties
47 km ; voie rapide 2x2
- : Tanger
- Échangeur entre N2 et A5
- : Melloussa
- : Chrafat
- : Dar Chaoui
- : El Fendek
- : Menkal
- : Ain Lahcen
- : Tétouan

### Circulation
D'après des statistiques de la direction régionale de l'Equipement du Maroc, plus de 10 000 véhicules empruntent quotidiennement cette route avec un trafic de pointe de 22 000 véhicules par jour durant la période estivale. Avec un tel trafic qui progresse annuellement de 10 %, la RN 2 était devenue l'une des routes les plus meurtrières de la région avec un nombre d'accidents 12 fois plus élevé que le ratio de la région (100 accidents et 10 morts en 2006), ce qui a nécessité sa transformation en voie express avec séparation des deux sens de circulation par un terre-plein central.

### Caractéristiques
La route express Tanger-Tétouan est constituée de deux voies de 7,5 m chacune séparées par un terre-plein. Elle comprend de nombreux ouvrages hydrauliques ainsi que 9 ponts et 7 giratoires. Le coût global de cette transformation a été de 400 millions de DH.
Outre le dédoublement de la route, il y a eu aussi plusieurs améliorations du tracé routier au niveau des points noirs, c'est le cas notamment de la section proche de Tétouan où la route a été déviée au niveau de Oued Ajras. La déviation, qui a nécessité la construction d'un grand pont, permet de contourner de dangereux virages où se produisait souvent de graves accidents.

## Tronçon Tétouan- Ajdir
D'une longueur de 365 km, il relie Tétouan à Nador, en passant par Chefchaouen. La N2 est en tronc commun avec la N13 entre Tétouan et Derdara et en tronc commun avec la N16 entre Ait Kamra et Ajdir. Sur les 64 km qui séparent Tétouan de Chefchaouen. La RN2 est en cours de dédoublement entre Tétouan et Chefchaouen. Désormais la voie express entre Tanger - Tétouan s'étendra jusqu'à Chefchaouen.
- Tétouan
- Zinat Tétouan
- Larbaa Beni Hassen
- Intersection et début de la 412  : Accès Nord vers Chefchaouen / Derdara
- Intersection et fin de la 412 : Accès Sud vers Chefchaouen
- Derdara
- Intersection et fin du tronc commun sens nord-sud entre la N2 et N13 : Ouazzane / Meknès / Errachidia
- Bab Taza
- Cherafate
- Khamis M'Diq
- Bab Berred
- Issaguen
- Intersection marquant le début de la 509 : Khlalfa
- Targuist
- Intersection marquant le début de la N8 : Fès / Khénifra / Béni Mellal / Marrakech / Essaouira
- Bni Hadifa
- Intersection et du début du tronc commun avec la N16 : Tanger / Tétouan / Nador / Saidia
- Ait Kamra
- Ajdir

## Tronçon Ajdir - Kassita
La RN 2 passe par Ajdir (7 km au sud de Al Hoceima).
50 km ; en cours de transformation en voie rapide 2x2
- Échangeur entre N2 et 5211 : Al Hoceima
- : Ajdir
- :  Aéroport Al Hoceima - Cherif-Al-Idrissi / Boukidan
- Échangeur entre N2 et N16 : Nador / Saidia. Fin du tronc commun entre les deux routes nationales
- : Imzouren
- Échangeur entre N2 et 610 : Ben Taïeb / Nador
- : Beni Bouayach
- : Bayenti
- : Kassita
- Échangeur entre N2 et N29 : Voie express Taza - Kaceta

L'ouverture au trafic est prévue pour 2020.

## Tronçon Kassita - Al Aroui
- Telat Azlaf
- Midar
- Driouch
- Intersection avec 511 :  Ben Taïeb / Msoun
- Futur  Échangeur entre N2 et A? : Autoroute Guercif-Nador
- Tiztouine
- Intersection et du début du tronc commun avec la N15 : Beni Ensar / Nador / Guercif / Midelt
- Aéroport de Nador-Al-Aroui
- Al Aroui

## Tronçon Al Aroui -Oujda
La RN 2 passe par Al Aroui (21 km au sud de Nador).
138 km ; voie rapide 2x2
- : Al Aroui
- Échangeur entre N2 et N19 : Taourirt / Tendrara / Figuig
- : Selouane
- : Zaïo
- Échangeur entre N2 et 607 : El Aioun  Sidi Mellouk / Jerada
- : Sidi Slimane Echcharaa
- : Berkane
- : Ahfir
- : Intersection et début de la 6000 : Saidia
- : Bni Drar
- :  Aéroport d'Oujda-Angads
- : Oujda
- Échangeur entre N2, N6 et N17